# Wayne Marshall
Wayne Omar Mitchell, känd under sitt artistnamn Wayne Marshall, är en reggae- och dancehallmusikant från Jamaica. Mest känd för sina samarbeten med Elephant Man, Beenie Man och Sean Paul men har även släppt ett soloalbum; Marshall Law, som släpptes 2003.

## Diskografi
Studioalbum
- 2003 – Marshall Law [5]
- 2008 – Tru Story!
- 2014 – Tru Colors

EP
- 2013 – Tru Colors - EP